# Tour de France 2005/16. Etappe
Die 16. Etappe der Tour de France 2005 führte über eine Distanz von 180,5 Kilometern von Mourenx nach Pau. Die beiden Städte liegen nur knapp 25 Kilometer auseinander, die Strecke machte aus diesem Grund einen beträchtlichen „Umweg“ über diverse Pässe der Pyrenäen. Der letzte nennenswerte Pass, der Col d’Aubisque, lag über 70 Kilometer vom Ziel entfernt, weshalb Ausreißergruppen große Erfolgschancen eingeräumt wurden.
Bereits kurz nach dem Start erfolgten die ersten Angriffe. Doch erst bei Kilometer 26 konnte sich eine elfköpfige Spitzengruppe entscheidend absetzen; zu dieser Gruppe gehörten Cadel Evans, Xabier Zandio und Juan Antonio Flecha. Auf dem Col d’Ichère betrug der Vorsprung auf das Feld 5:20 Minuten, auf dem Col de Marie-Blanque 6:10 Minuten. Im Aufstieg zum Marie-Blanque machten sich Óscar Pereiro und Eddy Mazzoleni auf die Verfolgung der Führenden.
Der schwere Aufstieg hinauf zum Col d’Aubisque führte zu einer Zersplitterung der einzelnen Gruppen. Evans kam als Erster auf dem Pass an, 47 Sekunden vor Pereiro und Mazzoleni. Dahinter folgten einzelne Fahrer der ehemaligen Elfergruppe und schließlich nach 4:15 Minuten die Gruppe mit den Gesamtersten. Auf der langen Abfahrt hinunter nach Pau bildete sich an der Spitze des Rennens eine Vierergruppe mit Evans, Mazzoleni, Pereiro und Zandio. Dahinter bildete sich eine weitere Gruppe mit acht Fahrern, die einen durchschnittlichen Rückstand von zwei Minuten aufwies.
Im Sprint um den Etappensieg setzte sich Pereiro durch und gewann die Etappe; zwei Tage zuvor hatte sich der Spanier mit dem zweiten Platz begnügen müssen. Die Achtergruppe folgte mit einem Rückstand von 2:25 Minuten, das Feld mit einem Rückstand von 3:26 Minuten.

## Zwischensprints
1. Zwischensprint in Bidos (27 km)
| Erster  | Philippe Gilbert, 6 P. und 6 s    |
| Zweiter | Ludovic Turpin, 4 P. und 4 s      |
| Dritter | Juan Antonio Flecha, 2 P. und 2 s |

2. Zwischensprint in Arthez-d’Asson (140,5 km)
| Erster  | Óscar Pereiro, 6 P. und 6 s |
| Zweiter | Cadel Evans, 4 P. und 4 s   |
| Dritter | Xabier Zandio, 2 P. und 2 s |

## Bergwertungen
Col d’Ichère Kategorie 3 (50,5 km)
| Erster  | Jérôme Pineau, 4 P.      |
| Zweiter | Jörg Ludewig, 3 P.       |
| Dritter | Christopher Horner, 2 P. |
| Vierter | Fred Rodriguez, 1 P.     |

Col de Marie-Blanque Kategorie 1 (78,5 km)
| Erster   | Jörg Ludewig, 15 P.      |
| Zweiter  | Anthony Geslin, 13 P.    |
| Dritter  | Xabier Zandio, 11 P.     |
| Vierter  | Philippe Gilbert, 9 P.   |
| Fünfter  | Cadel Evans, 8 P.        |
| Sechster | Ludovic Turpin, 7 P.     |
| Siebter  | Cédric Vasseur, 6 P.     |
| Achter   | Christopher Horner, 5 P. |

Col d’Aubisque « Hors catégorie » (108,5 km)
| Erster   | Cadel Evans, 20 P.        |
| Zweiter  | Óscar Pereiro, 18 P.      |
| Dritter  | Eddy Mazzoleni, 16 P.     |
| Vierter  | Xabier Zandio, 14 P.      |
| Fünfter  | Marcos Serrano, 12 P.     |
| Sechster | Jörg Ludewig, 10 P.       |
| Siebter  | Philippe Gilbert, 8 P.    |
| Achter   | Juan Antonio Flecha, 7 P. |
| Neunter  | Anthony Geslin, 6 P.      |
| Zehnter  | Jérõme Pineau, 5 P.       |

Côte de Pardiès-Piétat Kategorie 4 (161 km)
| Erster  | Óscar Pereiro, 3 P. |
| Zweiter | Cadel Evans, 2 P.   |
| Dritter | Xabier Zandio, 1 P. |